# Carpinus luochengensis
Carpinus luochengensis är en björkväxtart som beskrevs av J.Y.Liang. Carpinus luochengensis ingår i släktet avenbokar, och familjen björkväxter. Inga underarter finns listade.